# Innsbruck
Innsbruck ['ɪnsbrʊkʰ] es una ciudad del oeste de Austria, capital del estado de Tirol. Está localizada en el valle del Eno, en medio de altas montañas, el Nordkette (Hafelekar, 2334 m s. n. m.) al norte, Patscherkofel (2246 m s. n. m.) y Nockspitze (2403 m s. n. m.) al sur. Es de fama internacional por la práctica de deportes invernales.
Fue una de las ciudades imperiales de la Casa de Habsburgo. Inicialmente constituía un enclave fortificado en 1180, Innsbruck se convirtió en ciudad a principios del siglo XIII, y suplantó a Merano (Italia) como capital del Tirol en 1420. Su historia esta ligada a nombres como Philippine Welser o Andreas Hofer. Sin embargo fue Maximiliano I, Emperador del Sacro Imperio Romano Germánico, la personalidad de más conocida, que legó a la ciudad una herencia de joyas culturales como el “Tejado Dorado”.
La central de la organización internacional Aldeas Infantiles SOS, una de las más grandes del mundo dedicadas a caridad, está localizada en Innsbruck.

## Toponimia
El nombre de esta ciudad proviene de la fusión de Inn (el río Eno en idioma alemán) y Bruck (puente en esa lengua).

## Historia
Los primeros documentos referidos a Innsbruck datan del año 1187 ("Insprucke"). La misma servía como un importante punto de cruce del río Eno (Inn en alemán). Entonces, la ruta a través del paso del Brennero fue el mayor vínculo de transporte y comunicaciones entre el norte y el sur y el camino más sencillo para atravesar los Alpes. La ciudad generaba ingresos ya que se convirtió en un lugar de paso, lo que produjo un desarrollo para la prosperidad de la misma.

### Huida de Carlos V (6 de abril de 1552)
Cuando Mauricio de Sajonia recibió el encargo de someter a la ciudad luterana de Magdeburgo en 1550, aprovechó la coyuntura (y el dinero de la Dieta) para formar un ejército personal que se alió con la Liga de Königsberg liderada por Felipe I de Hesse y el margrave de Brandeburgo. La liga negoció con Enrique II de Francia el Tratado de Chambord, por el cual el rey francés se comprometía a financiar las tropas de la liga a cambio de la conquista de las ciudades de Toul, Metz y Verdún.

### Edad Contemporánea
En 1806, el Emperador de los franceses Napoleón I entregó la ciudad Innsbruck al Reino de Baviera (1806-1918), y durante la guerra de Liberación de 1809 hubo cuatro batallas alrededor de Berg Isel entre patriotas tirolianos dirigidos por Andreas Hofer contra los bávaros y los franceses.

## Clima
Debido a su altitud y posición en Europa central, Innsbruck tiene un clima hemiboreal (Köppen classification: Dfb) que sitúa a la ciudad en la misma zona climática que Moscú, Estocolmo o Montreal. La temperatura media anual es de 9 °C.
Los inviernos son más fríos que la mayoría de las ciudades europeas, con una temperatura mínima media en enero de -7 °C, que habitualmente lleva aparejada grandes nevadas.
El clima en verano es impredecible: un día puede ser fresco y lluvioso, con temperaturas rondando los 15-16 °C, mientras que el siguiente puede ser caluroso y soleado con temperaturas por encima de los 30 °C. De todas formas, a cualquier hora durante las noches de verano se mantiene bastante fresco y la temperatura en ocasiones baja de los 10 °C.
| Parámetros climáticos promedio de Innsbruck               | Parámetros climáticos promedio de Innsbruck | Parámetros climáticos promedio de Innsbruck | Parámetros climáticos promedio de Innsbruck | Parámetros climáticos promedio de Innsbruck | Parámetros climáticos promedio de Innsbruck | Parámetros climáticos promedio de Innsbruck | Parámetros climáticos promedio de Innsbruck | Parámetros climáticos promedio de Innsbruck | Parámetros climáticos promedio de Innsbruck | Parámetros climáticos promedio de Innsbruck | Parámetros climáticos promedio de Innsbruck | Parámetros climáticos promedio de Innsbruck | Parámetros climáticos promedio de Innsbruck |
| Mes                                                       | Ene.                                        | Feb.                                        | Mar.                                        | Abr.                                        | May.                                        | Jun.                                        | Jul.                                        | Ago.                                        | Sep.                                        | Oct.                                        | Nov.                                        | Dic.                                        | Anual                                       |
| --------------------------------------------------------- | ------------------------------------------- | ------------------------------------------- | ------------------------------------------- | ------------------------------------------- | ------------------------------------------- | ------------------------------------------- | ------------------------------------------- | ------------------------------------------- | ------------------------------------------- | ------------------------------------------- | ------------------------------------------- | ------------------------------------------- | ------------------------------------------- |
| Temp. máx. abs. (°C)                                      | 20.2                                        | 18.6                                        | 23.9                                        | 26.4                                        | 32.2                                        | 33.6                                        | 37.7                                        | 35.0                                        | 32.1                                        | 26.0                                        | 21.2                                        | 17.1                                        | 37.7                                        |
| Temp. máx. media (°C)                                     | 3.5                                         | 6.3                                         | 11.3                                        | 14.8                                        | 20.3                                        | 22.6                                        | 24.7                                        | 24.4                                        | 20.8                                        | 15.8                                        | 8.2                                         | 3.7                                         | 14.7                                        |
| Temp. media (°C)                                          | -1.7                                        | 0.4                                         | 4.8                                         | 8.4                                         | 13.4                                        | 16.1                                        | 18.1                                        | 17.7                                        | 14.0                                        | 9.1                                         | 2.9                                         | -1.0                                        | 8.5                                         |
| Temp. mín. media (°C)                                     | -5.2                                        | -3.7                                        | 0.2                                         | 3.4                                         | 7.8                                         | 10.8                                        | 12.8                                        | 12.7                                        | 9.3                                         | 4.8                                         | -0.5                                        | -4.2                                        | 4.0                                         |
| Temp. mín. abs. (°C)                                      | -23.8                                       | -17.3                                       | -16.5                                       | -4.8                                        | -2.3                                        | 3.0                                         | 4.4                                         | 1.9                                         | -0.9                                        | -6.6                                        | -17.9                                       | -20.1                                       | -23.8                                       |
| Precipitación total (mm)                                  | 43.9                                        | 41.4                                        | 55.9                                        | 57.7                                        | 87.1                                        | 110.3                                       | 137.2                                       | 111.3                                       | 78.1                                        | 57.3                                        | 63.2                                        | 53.1                                        | 896.5                                       |
| Nevadas (cm)                                              | 25.6                                        | 30.0                                        | 12.5                                        | 3.5                                         | 0.0                                         | 0.0                                         | 0.0                                         | 0.0                                         | 0.0                                         | 0.8                                         | 12.0                                        | 25.9                                        | 110.3                                       |
| Días de precipitaciones (≥ 1.0 mm)                        | 7.4                                         | 7.3                                         | 8.8                                         | 9.7                                         | 10.7                                        | 13.2                                        | 13.9                                        | 12.6                                        | 9.2                                         | 7.8                                         | 9.0                                         | 8.6                                         | 118.2                                       |
| Días de nevadas (≥ 1.0 cm)                                | 20.3                                        | 14.8                                        | 6.2                                         | 1.9                                         | 0.0                                         | 0.0                                         | 0.0                                         | 0.0                                         | 0.0                                         | 0.3                                         | 5.1                                         | 16.5                                        | 65.1                                        |
| Horas de sol                                              | 94.7                                        | 121.1                                       | 154.2                                       | 168.2                                       | 193.0                                       | 186.8                                       | 215.5                                       | 214.4                                       | 180.0                                       | 159.0                                       | 102.2                                       | 82.8                                        | 1871.9                                      |
| Fuente: Central Institute for Meteorology and Geodynamics |                                             |                                             |                                             |                                             |                                             |                                             |                                             |                                             |                                             |                                             |                                             |                                             |                                             |

|                                                | Ene | Feb | Mar | Abr | May | Jun | Jul | Ago | Sep | Oct | Nov | Dic | Año  |
| ---------------------------------------------- | --- | --- | --- | --- | --- | --- | --- | --- | --- | --- | --- | --- | ---- |
| Media de las temperaturas máximas diarias (°C) | 1   | 4   | 11  | 16  | 21  | 24  | 26  | 24  | 21  | 14  | 8   | 2   | 14.3 |
| Media de las temperaturas mínimas diarias (°C) | -7  | -4  | -1  | 4   | 8   | 11  | 13  | 12  | 9   | 4   | 0   | -4  | 3.8  |
| Precipitaciones medias mensuales (mm)          | 53  | 40  | 42  | 57  | 75  | 104 | 121 | 116 | 77  | 61  | 57  | 53  | 856  |
| Fuente: The Weather Channel                    |     |     |     |     |     |     |     |     |     |     |     |     |      |

## Demografía

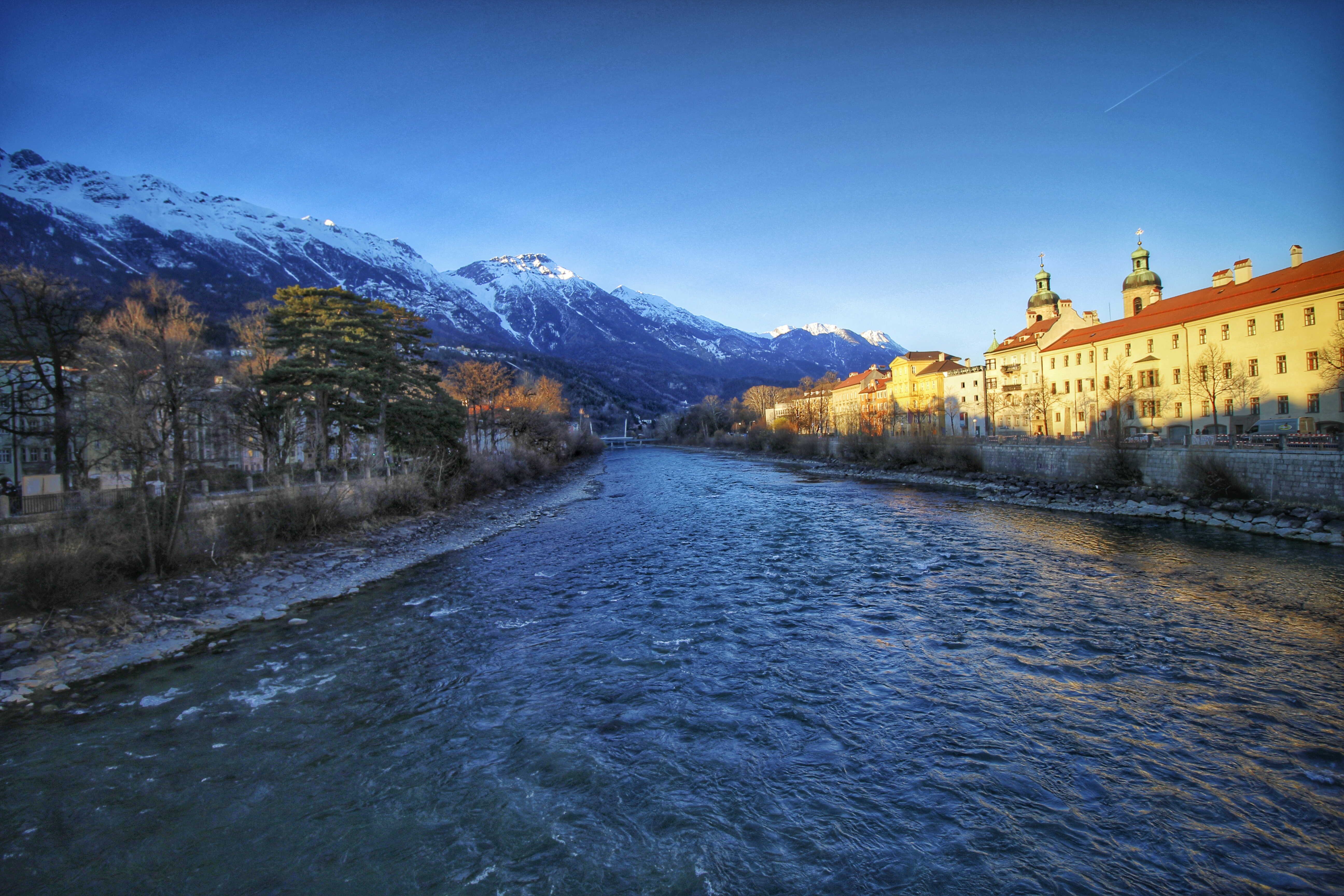
Río Eno (Inn) en Innsbruck.

La mayoría de la población de Innsbruck es de ascendencia tirolesa. Sin embargo, como otras muchas ciudades europeas, hay minorías que coexisten con la mayoría europea. Estas incluyen turcos, norteafricanos, hindúes, gitanos e incluso chinos y nepalíes. Muchas facetas de su cultura pueden encontrarse por toda la ciudad, como en mercados, restaurantes y tiendas; algunos incluso todavía conservan su idioma tradicional en el trato diario.
| Año       | 1900   | 1951   | 1961    | 1971    | 1981    | 1991    | 2001    | 2011    | 2014    |
| --------- | ------ | ------ | ------- | ------- | ------- | ------- | ------- | ------- | ------- |
| Población | 49,727 | 95,055 | 100,959 | 116,104 | 117,287 | 118,112 | 113,392 | 118,895 | 124,579 |

## Transportes

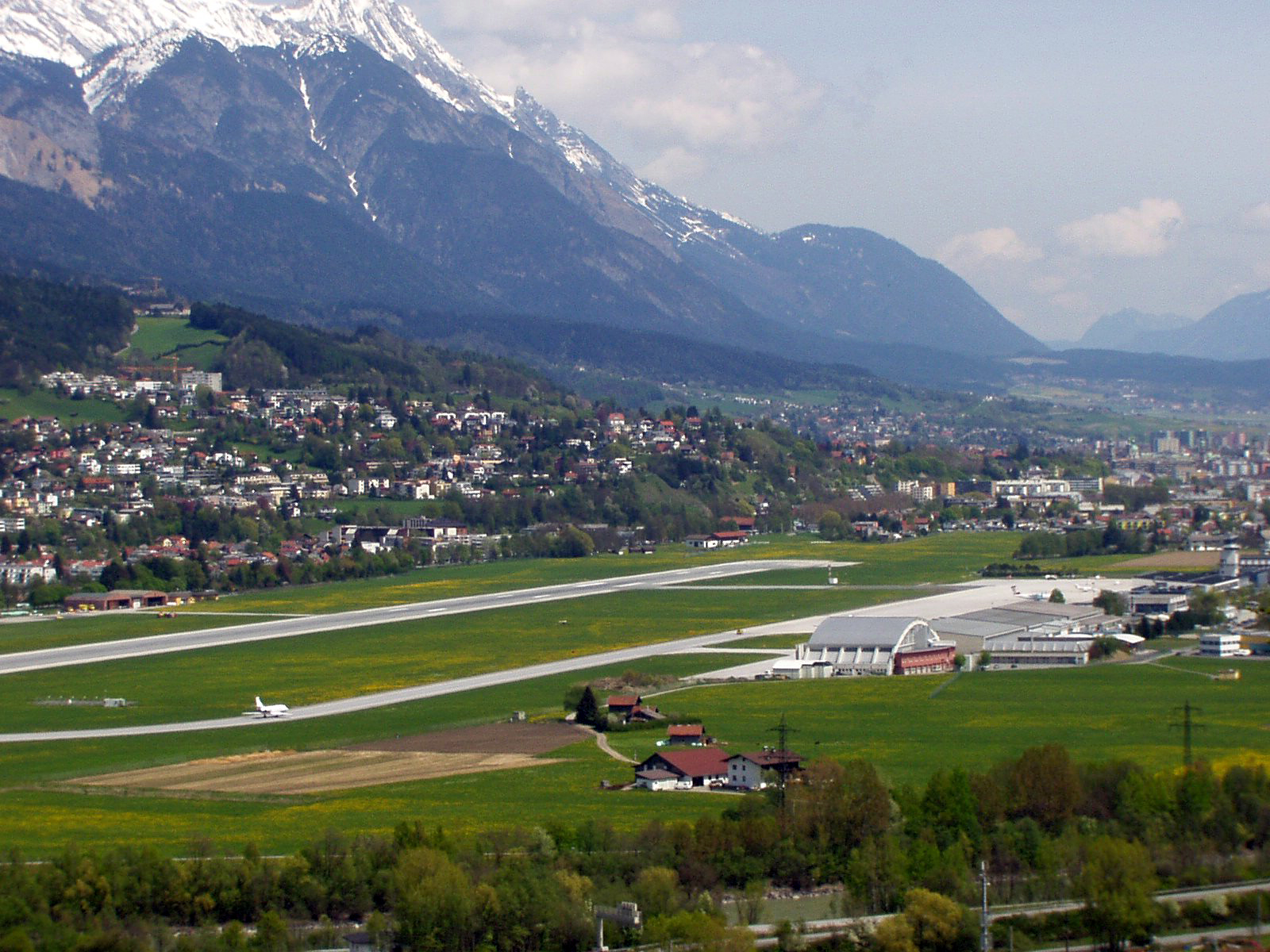
Aeropuerto de Innsbruck.

Estación Central
Aeropuerto de Innsbruck
El Aeropuerto de Innsbruck (en alemán: Flughafen Innsbruck) (IATA: INN, OACI: LOWI) es el aeropuerto más importante del Estado de Tirol, en la región occidental de Austria. Opera vuelos regionales a través de los Alpes, como también vuelos de temporada a otros destinos. Durante el invierno, la actividad del aeropuerto aumenta significativamente, a causa de la gran cantidad de esquidadores que viajan a la región. Es la base principal de Tyrolean Jet Services, Welcome Air y de la compañía regional de Austrian Airlines, Austrian Arrows. Se hizo famoso además por ser el aeropuerto de inicio en el simulador de vuelo X-Plane 10.
Funicular híbrido

## Educación

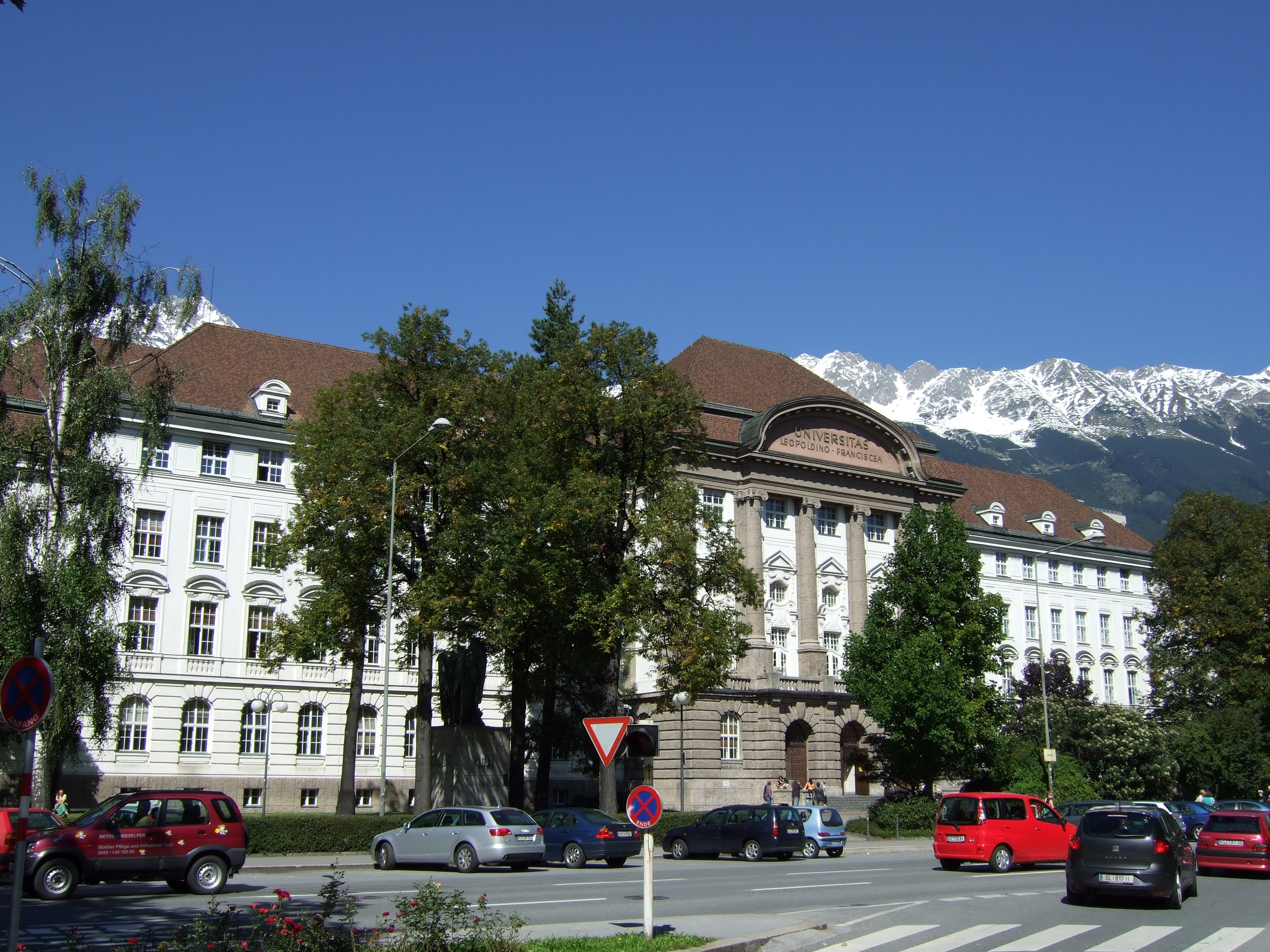
Leopold-Franzens-Universität Innsbruck.

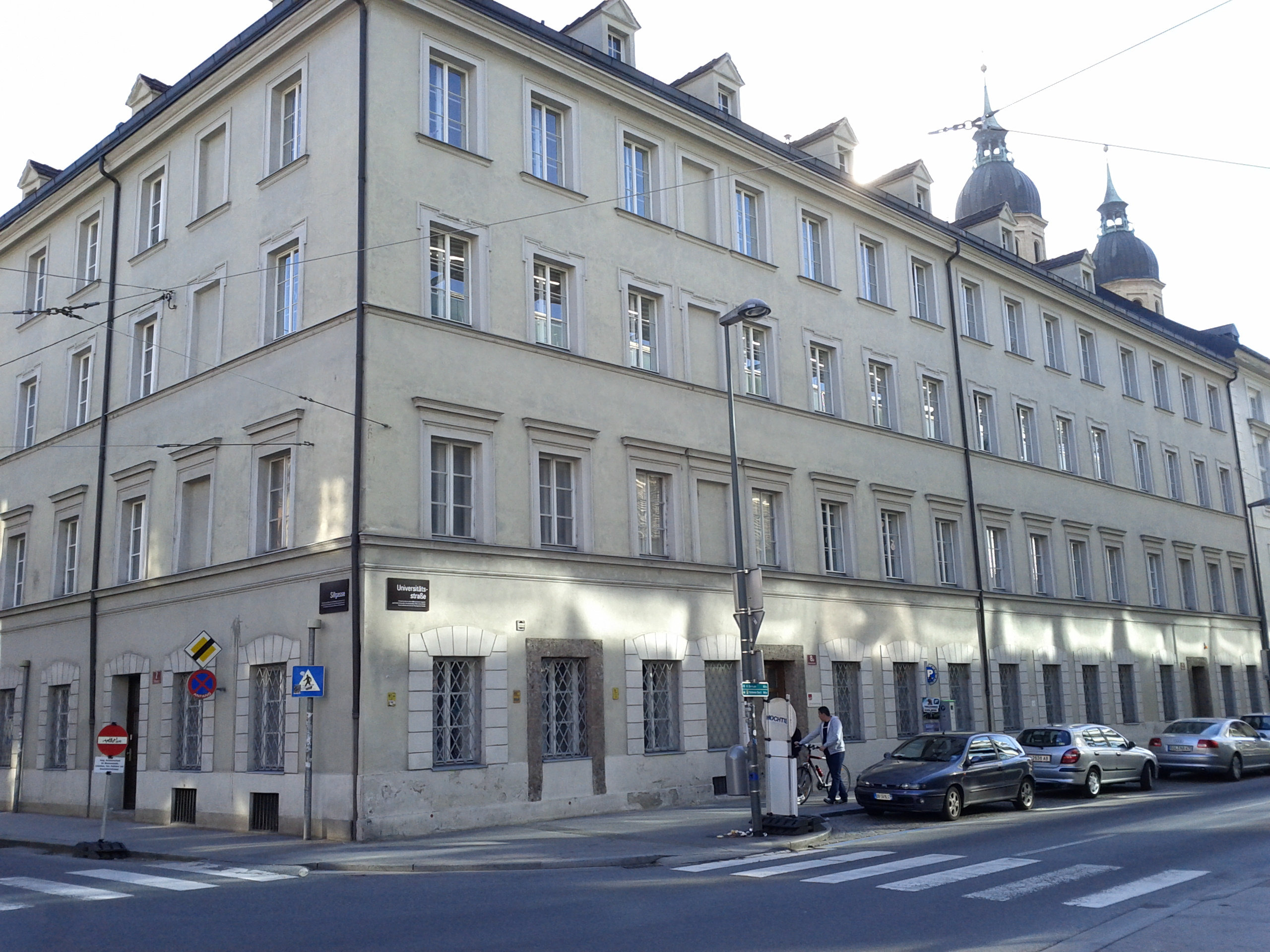
Universidad Médica de Innsbruck.

Universidad de Innsbruck
Universidad Médica de Innsbruck
Management Center Innsbruck
Además, el trabajo del centro es apoyado por una asociación promotora compuesta por empresas activas en diferentes sectores económicos.

## Cultura
Palacio Imperial
El Hofburg es el edificio principal de un complejo residencial antiguamente usado por los Habsburgo que todavía incluye la Fundación Colegial de Mujeres Nobles, la Capilla de Plata, la Hofkirche con el cenotafio del emperador Maximiliano y el Schwarzen Mandern, la Universidad Teológica, el Museo de Arte Popular del Tirol, la Catedral de Innsbruck, el Congreso, y el Hofgarten (jardín imperial).
El palacio original fue construido a partir de varias edificaciones preexistentes por el archiduque Segismundo alrededor de 1460. La estructura incluía fortificaciones medievales a lo largo de la muralla oriental de la ciudad como la Puerta Rumer, más tarde convertida en Torre Heráldica en 1499 por Jörg Kölderer bajo el emperador Maximiliano I. El palacio fue expandido varias veces durante los siguientes 250 años y reformado conforme a los gustos de cada época. 
Entre 1754 y 1773, el Hofburg experimentó dos grandes etapas de cambios estructurales barrocos bajo la emperatriz María Teresa que lo llevaron a su forma actual: el ala sur fue construida (1754–1756) en el Hofgasse según diseños de J. M. Gumpp el Joven, y la fachada principal fue añadida (1766–1773) en el Rennweg según diseños de C. J. Walter. Durante este periodo, se completó también la "Sala de los Gigantes" con por frescos de F. A. Maulbertsch, y la Capilla Imperial (1765) en la habitación donde el emperador y marido de María Teresa, Francisco I  había muerto.
Palacio de Ambras
El castillo Inferior alberga varias armerías que cuentan con obras del arte armero europeo desde el tiempo del emperador Maximiliano I (r. 1508-1519) hasta el emperador Leopoldo I (r. 1658-1705). Como único Kunstkammer renacentista de ese tipo que se ha conservado en su ubicación original, el Kunst- und Wunderkammer (Cámara de arte y maravillas) representa un monumento cultural incomparable, con una colección de pinturas de personas con deformidades. Durante 200 años, albergó el Penacho de Moctezuma.
Catedral de Santiago
Iglesia de la Corte
La Hofkirche está localizada en Universitätsstraße 2, adyacente al Hofburg en la ciudad vieja de Innsbruck. La iglesia fue diseñada por el arquitecto Andrea Crivelli de Trento de acuerdo al diseño tradicional alemán de iglesia de salón, que consta de tres naves y un coro, ventanas redondas y de arco de medio punto, y tejado inclinado. Sus contrafuertes en distintos estilos reflejan un diseño que combina el estilo renacentista con el estilo gótico tardío alemán. Los maestros Hieronymus de Longhi y Anton de Bol fueron los autores de la fachada renacentista.
El interior de iglesia contiene galerías, columnas de mármol rojo con estilizados capitales corintios de color blanco y un atril. Se conservan los arcos originales de la galería, en piedra arenisca de Mittenwald, pero tras los daños por un terremoto en el siglo XVII,  la bóveda fue reconstruida en estilo barroco.
El altar actual fue diseñado en 1755 por el arquitecto vienés Nikolaus Pacassi. Está decorado con una crucifixión del pintor vienés Johann Carl Auerbach y estatuas de bronce de los santos Francisco de Asís y  Teresa de Ávila del escultor Balthasar Moll de Innsbruck (1768). El órgano renacentista (1560) es obra de Jörg Ebert de Ravensburg y ha sido descrito como uno de los cinco órganos más famosos en el mundo. Domenico Pozzo de Milán pintó los paneles del órgano.
Tejado Dorado
El mirador está decorado con relieves y pinturas murales. La balaustrada del primer piso está adornada con ocho escudos de armas, seis de frente a la plaza y dos en los flancos, que representan los territorios de Maximiliano. Encima de los escudos de armas se encuentran frescos de Jörg Kölderer, pintados en 1500, mostrando dos caballeros que portan las banderas heráldicas del Sacro Imperio y del Condado del Tirol.
La balaustrada del segundo piso está decorada con ocho relieves, seis de frente a la plaza y dos flanqueando, relatando varios momentos de la vida de Maximiliano. Los dos relieves centrales muestran a Maximiliano. El izquierdo muestra al Emperador con su segunda mujer Blanca Maria Sforza, que tiene una manzana en la mano, y a su amada primera mujer María de Borgoña, a la derecha. El otro relieve central muestra al Emperador con bufón y su canciller. Los relieves laterales muestran bailarines moros en "bailes acrobáticos y grotescos"—una diversión popular de aquel tiempo. La danza mostrada en estos relieves exteriores es de origen andaluz.
Arco de Triunfo
El Triumphpforte fue construido en 1765 con motivo de la boda del archiduque Leopoldo, segundo hijo de María Teresa I de Austria y el emperador del Sacro Imperio Francisco Esteban de Lorena, con la princesa española María Luisa de Borbón, el 5 de agosto de 1765. Poco después de su construcción, a causa de la inesperada muerte del emperador Francisco Esteban menos de dos semanas después de la boda, se incorporaron a la estructura también motivos conmemorativos. Como resultado, el lado sur del arco relata la boda de la joven pareja, mientras que su lado norte está dedicado a la memoria del emperador.
Jardín de la corte
El Hofgarten fue organizado sobre la ribera del río Eno bajo la dirección de Archiduque Fernando II en el siglo XVI. Con el tiempo se convirtió en uno  del más elaborados jardines al norte de los Alpes. Durante su historia de 600 años fue un jardín renacentista, un jardín formal francés y, desde 1858, un jardín inglés. Su última reconversión estuvo concebida por Friedrich Ludwig von Sckell, pero solo se llevó a cabo cuatro décadas más tarde por un diseñador de paisaje desconocido que se desvió significativamente del proyecto original de Sckell.
El Hofgarten está bajo la autoridad de los Jardines Federales austriacos (Österreichischen Bundesgärten), un departamento del Ministerio de Medio Ambiente (Bundesministerium für Tierra- und Forstwirtschaft, Umwelt und Wasserwirtschaft).
El Hofgarten es hoy en día una zona de ocio en la Ciudad Vieja con árboles, un conjunto de lagos, zonas de juego para niños, un invernadero y un restaurante. 
Es notable que algunas de las plantas fueron plantadas personalmente por la Emperatriz austriaca, María Teresa. El Tiroler Kunstpavillon (Pabellón de Arte del Tirol) en medio del parque, data de 1733. Hoy, el pabellón alberga acontecimientos como conciertos. Junto a él se celebran torneos ajedrecísticos, con tableros de tamaño gigante.
Hay un césped para tomar el sol junto a las zonas infantiles. En el resto del parque no se permite el paseo por las zonas vegetales del resto del parque.
Museo Estatal del Tirol
El Museo Estatal del Tirol (en alemán Tiroler Landesmuseum), también llamado Ferdinandeum en honor al conde Fernando II del Tirol, (en alemán, Ferdinand) es un museo en Innsbruck, Austria. Fue fundado en 1823 por la Sociedad Museo Estatal del Tirol Ferdinandeum (Verein Tiroler Landesmuseum Ferdinandeum).
Desde 2007 ha sido una parte importante de los museos Estatales del Estado del Tirol (Tiroler Landesmuseen-Betriebsgesellschaft), el departamento que lleva la gestión del museo. Forma parte de un conjunto de museos en la ciudad de Innsbruck que también incluye el Museo de Arte Popular del Tirol, el Museo Kaiserschützen, la Capilla Imperial (Hofkirche) y el  Archivo Musical del Tirol (Tiroler Volksliedarchiv). Todos estos museos son gesionados por Wolfgang Meighörner, que es también el comisario del Ferdinandeum.
Museo Tirolés de Folclore y Arte
Artistas nacidos en Innsbruck

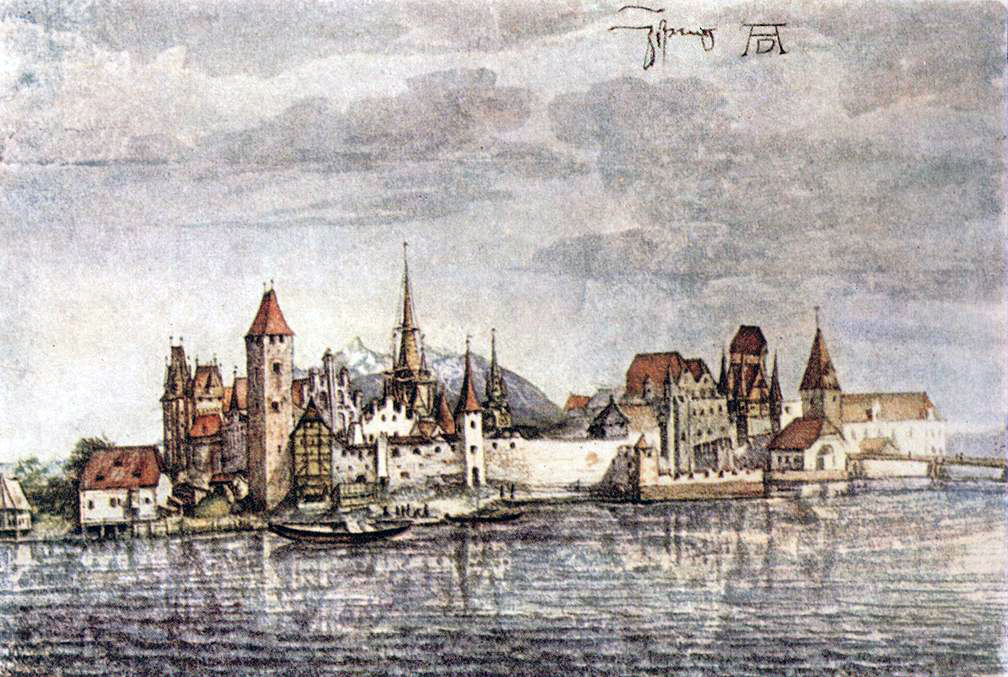
Vista de Innsbruck en 1495 por Alberto Durero.

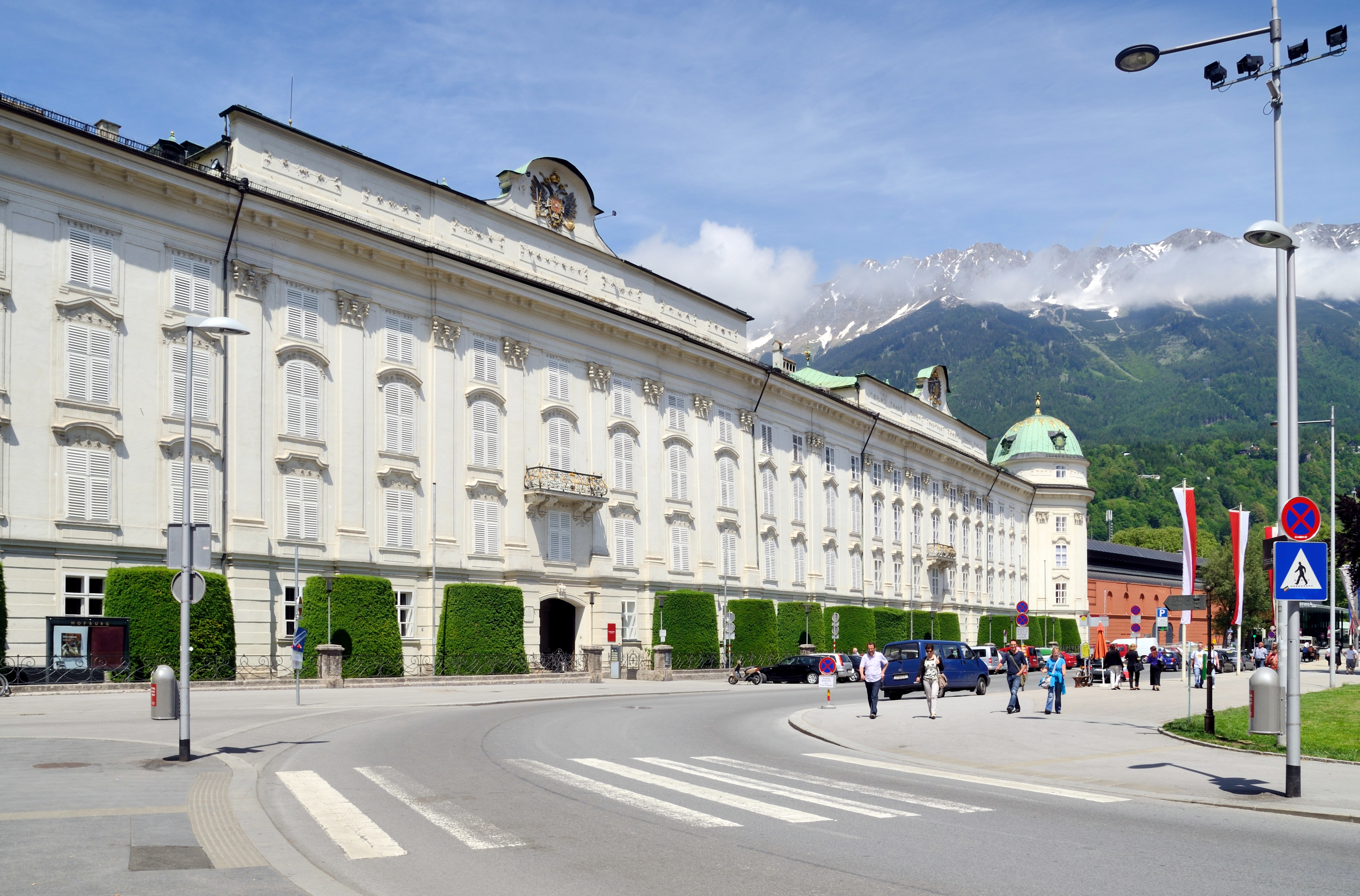
Hofburg.

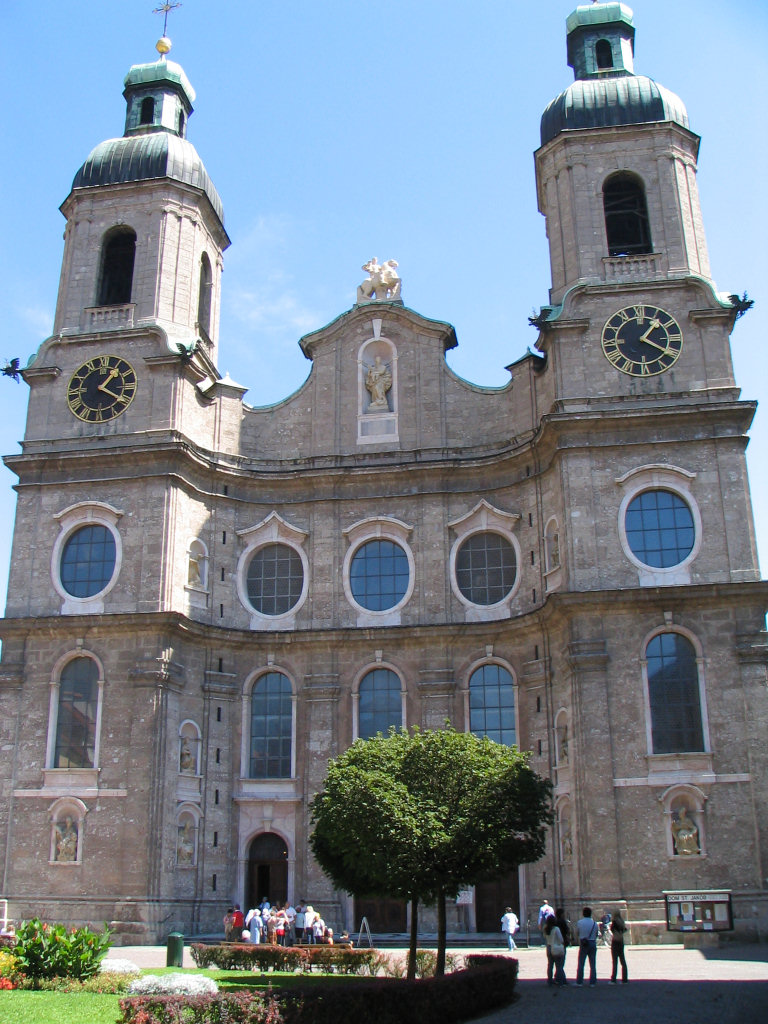
Catedral de Santiago.

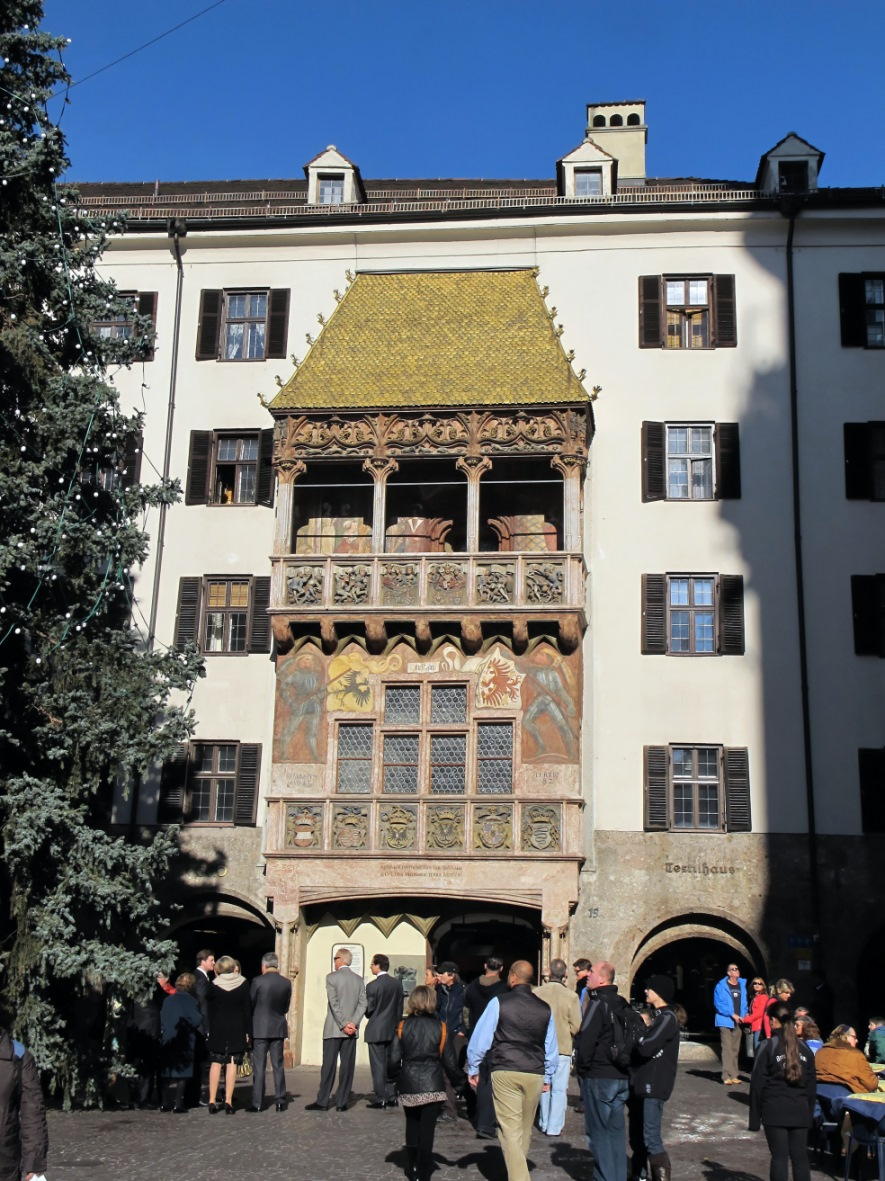
Tejado Dorado.

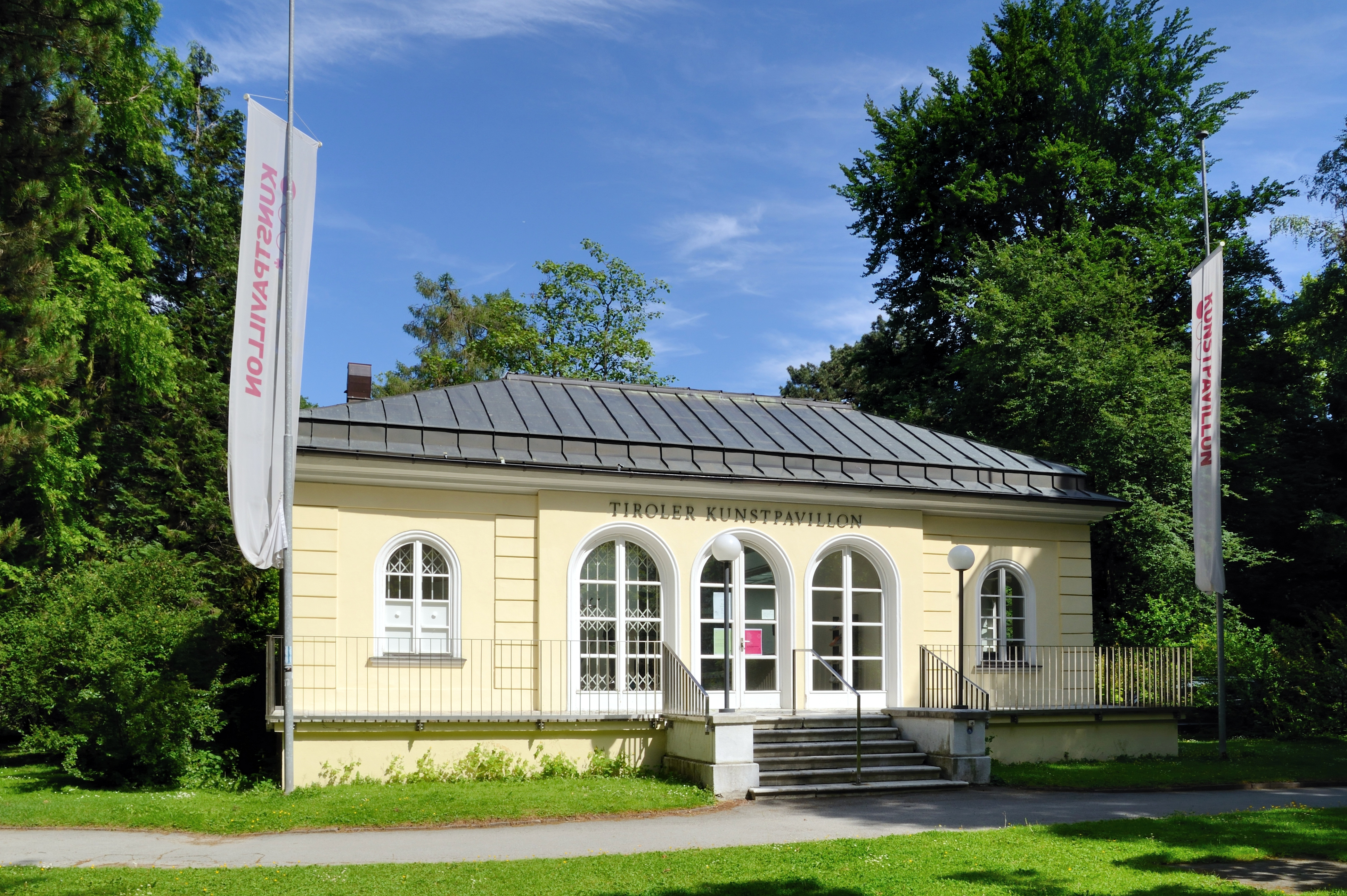
Tiroler Kunstpavillon (Pabellón de las artes del Tirol).

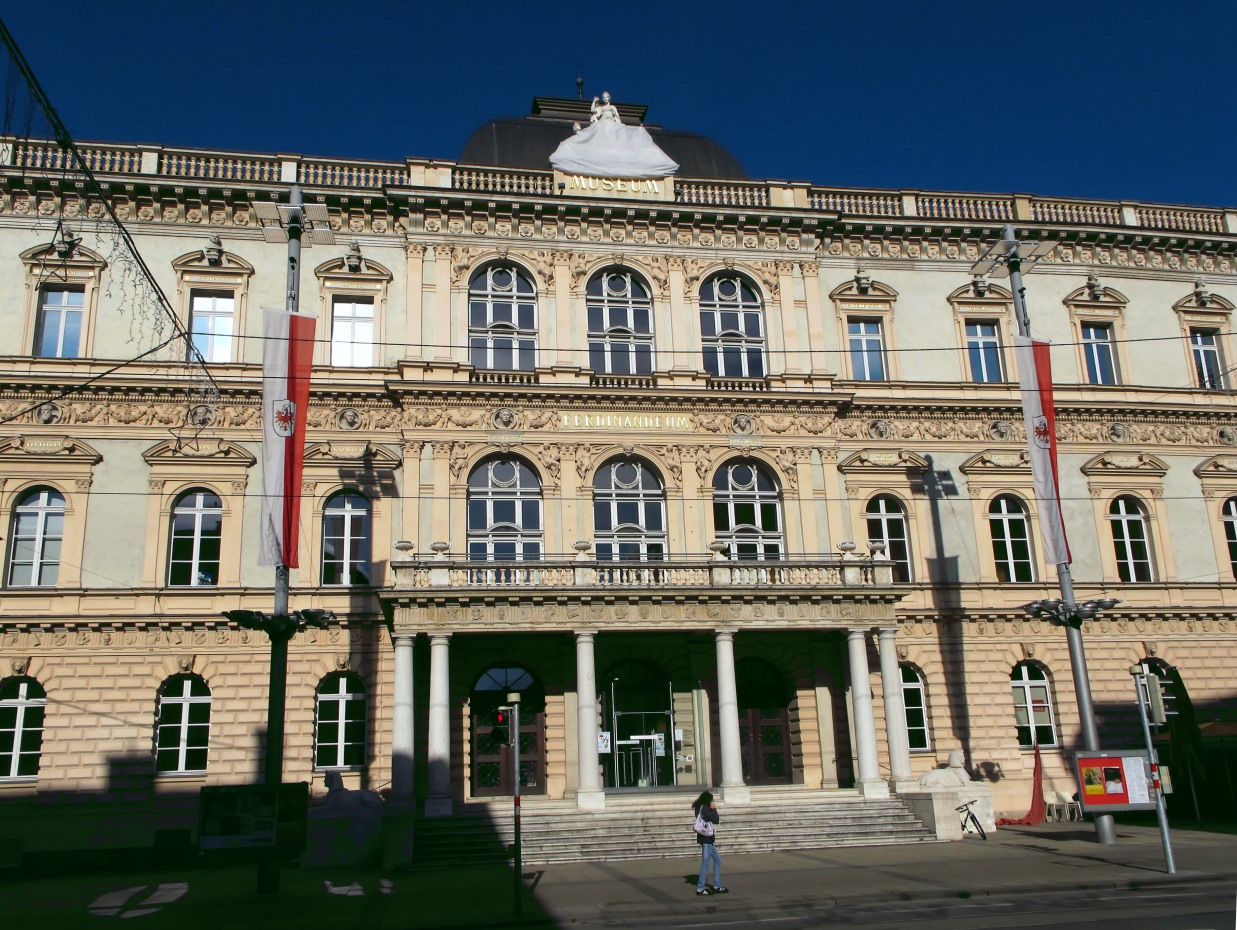
Ferdinandeum.

- Ettore Sottsass: arquitecto y diseñador italiano
- Otmar Suitner: director de orquesta austriaco

## Deportes
Los Juegos Olímpicos de Invierno se han celebrado dos veces en Innsbruck, en 1964 y en 1976, año en que la ciudad sustituyó a Denver, Colorado como sede, después de que los votantes de Colorado rechazaran financiar los juegos. Del 13 al 22 de enero de 2012 se celebran los Juegos Olímpicos de la Juventud.
Innsbruck fue subsede en la Eurocopa 2008 de fútbol. En Innsbruck se celebró el Campeonato Mundial de Ciclismo en Ruta de 2018. La prueba final fue de unos 265 km, y se la llevó Alejandro Valverde, los anteriores días también se disputaron pruebas como una Contrarreloj individual y por equipos. Todas estas pruebas tuvieron su versión femenina y júnior.
| Equipo              | Deporte          | Competición              | Estadio    | Creación |
| ------------------- | ---------------- | ------------------------ | ---------- | -------- |
| FC Wacker Innsbruck | Fútbol           | Bundesliga de Austria    | Tivoli Neu | 1913     |
| Tirol Raiders       | Fútbol americano | Austrian Football League | Tivoli Neu | 1992     |

Debido a que se encuentra en medio de altas montañas, Innsbruck es el lugar ideal para la práctica del esquí en el invierno, y montañismo en el verano. Hay varios centros de Esquí en los alrededores de Innsbruck sobre el Nordkette.
Otros centros cercanos se encuentran en los poblados de Axamer Lizum, Igls, Seefeld, Tulfes y Valle del Stubai. En el último de estos, es posible esquiar inclusive en el verano, debido a la glaciación del terreno. Igls cuenta con una pista artificial refrigerada de luge y bobsleigh, que ha sido sede de los Campeonatos Mundiales de Luge en 1977, 1987, 1997 y 2007. Fue además sede del Campeonato Mundial de Bobsleigh en 1993.
| Predecesor: Squaw Valley            | Ciudad Olímpica 1964                                 | Sucesor: Grenoble 1968              |
| Predecesor: Sapporo                 | Ciudad Olímpica 1976                                 | Sucesor: Lake Placid 1980           |
| Predecesor: -                       | Ciudad Olímpica 2012                                 | Sucesor: Lillehammer                |
| Predecesor: · Bergen 2017 · Noruega | Campeonato Mundial de Ciclismo en Ruta LXXXV edición | Sucesor: Yorkshire 2019 Reino Unido |